# Laguna Sacnab
A  Laguna Sacnab  é uma laguna localizada na Guatemala, cuja cota de altitude é de 180 metros acima do nível do mar. Localiza-se no departamento de El Petén, no município de Flores.